# Römische Villa in Nennig

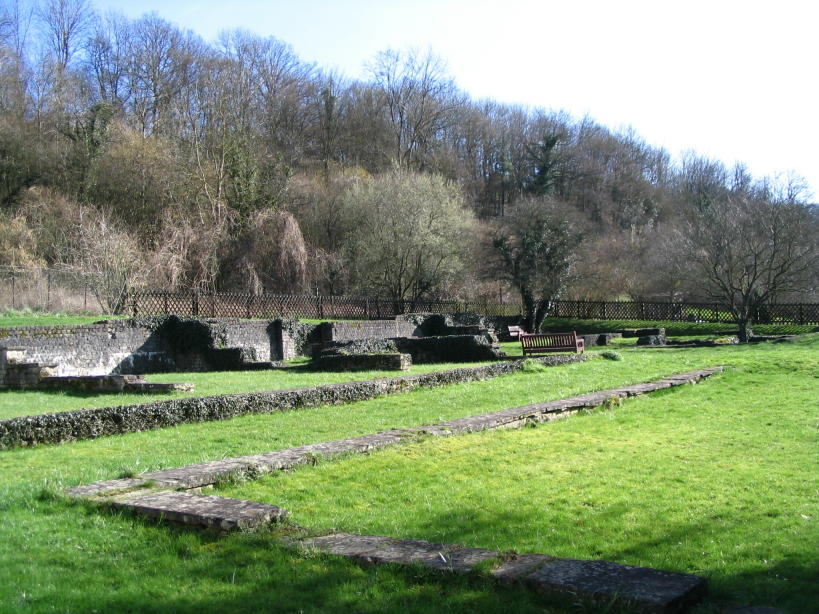
Römische Villa in Nennig

Die Römische Villa in Nennig ist ein Bodendenkmal in Nennig, Landkreis Merzig-Wadern, Saarland. Mit dem hier gefundenen Mosaikboden gehört Nennig zu den wichtigen römischen Ausgrabungsstätten im Saarland.

## Fundgeschichte
Die Villa wurde 1852 zufällig entdeckt, wesentliche Teile des Anwesens wurden bis 1864 durch Johann Nikolaus von Wilmowsky, 1866 durch den Bildhauer und Inschriftenfälscher Heinrich Schaeffer und 1869 bis 1872 durch Ernst aus’m Weerth ausgegraben. Dabei ereignete sich ein auch in der breiten Öffentlichkeit thematisierter Fälschungsskandal. Neue systematische Grabungen fanden von 1987 bis 1999 durch François Bertemes, Rudolf Echt, Klaus-Peter Henz und Bernd Bienert statt.

„In der Sitzung der archäologischen Gesellschaft vom 4. Juli d. J. gab Hr. von Olfers interessante Mittheilungen über die neuerdings bei Nennig ohnweit Trier erfolgten Ausgrabungen. Die dadurch zum Vorschein gekommenen Ueberreste eines altrömischen Prachtbaus sind eben dieselben, aus welchen ein von der dortigen gelehrten Gesellschaft jüngst veröffentlichtes schönes Mosaik (ein Gorgohaupt von Geflügel umgeben darstellend) hervorgegangen war, haben jedoch gegenwärtig einen früher ungeahndeten Umfang entwickelt, und namentlich in einem Saal von 50 Fuß Länge zu 30 Fuß Breite eine Reihe von Mosaiken dargelegt, welche durch ihren bildlichen Inhalt sowohl als auch durch ihren Kunstwerth die Aufmerksamkeit der Alterthumsfreunde in seltenem Grade beanspruchen. Einige dieser Mosaike, namentlich die Gruppe eines Löwen der von seinem Wärter geleitet einen Pferde- oder Eselskopf vor sich hat, lagen in wohlausgeführter Zeichnung vor; amphitheatralischen Bezuges scheint auch der größere Theil der übrigen Darstellungen zu sein. Im Allgemeinen drängt bei diesem neuesten Fund, wie bei manchem früheren durch höchste und patriotische Fürsorge erhaltenen des trümmerreichen Mosellands, zunächst unabweislich der Wunsch sich auf, daß diese schönen und ansehnlichen Ueberreste des römischen Alterthums an Ort und Stelle behütet und zugänglich bleiben mögen.“

## Funde und Deutung
Hatte man lange geglaubt, die Villa von Nennig sei ein reiner Luxus- und Repräsentationsbau, so belegen die neuen Ausgrabungen die Zugehörigkeit der Nenniger Anlage zum Typ der Axialhofvilla. Das Gebäudeensemble gliedert sich in einen repräsentativen Wohnbereich (Pars urbana) und einen Ökonomiebereich (Pars rustica). Letzterer besteht aus einem langgestreckten Hof, durch den breite, gepflasterte Fahrstraßen von der knapp 2 km entfernten Mosel auf das Herrenhaus zuführen. An beiden Längsseiten des Hofes standen Nutz- und Wohnbauten. Drei sind durch Grabung nachgewiesen, weitere dürften noch unerkannt im Boden stecken. Ein Teil des Hofareals ist seit 1999 modern überbaut.
Zur Pars urbana der Villa gehören ein herrschaftliches Wohngebäude von 120 m Breite mit einer Portikusfassade zwischen Eckrisaliten, zwei damit durch Portiken verbundene Seitentrakte, die als Gästewohnungen interpretiert werden, ein abseits gelegenes, fast 500 m² großes Badehaus vom Blocktypus, und eine fast 260 m lange Gartenportikus zwischen Haupthaus und Bad. Moselwärts vor dem Badegebäude erhebt sich auf der Domäne ein Grabhügel (Tumulus oder Mahlknopf, mundartlich Mohknapp) (Lage→). Ausgrabungen durch Alfons Kolling 1986/87 erbrachten am Hügelfuß eine mannshohe Ringmauer von 44,5 m Durchmesser und den Nachweis, dass das Grabmal von einem 94 × 100 m messenden Mauergeviert umgeben war. Nach Abschluss der Grabungen wurden der Hügel wieder aufgeschüttet und ein Teil der Ringmauer rekonstruiert. Ein zweiter Hügel nördlich des Mahlknopfs ist heute völlig eingeebnet.
Nach Ausweis datierender Kleinfunde (Münzen, Fibeln, Keramik) war die Villa von Nennig eine Gründung des 1. Jahrhunderts n. Chr. Die jüngsten Funde stammen aus der zweiten Hälfte des 4. Jahrhunderts.
Der Volksmund berichtet von einigen unterirdischen Gängen zum Mohknapp, was von zahlreichen Augenzeugenaussagen älterer Bürger immer wieder bestätigt wird. So soll noch vor 30 Jahren im Bereich der römischen Villa ein Eingang zu einem solchen Gang frei zugänglich gewesen sein, in dem man mehrere Hundert Meter fast aufrecht gehen konnte. Auch soll beim Ausbau der Kanalisation in der Dorfstraße Richtung Besch in den 1950er Jahren ein solcher Gang angeschnitten worden sein. Ungeklärt ist, ob es zur römischen Geschichte einen Bezug gibt.

## Mosaikboden

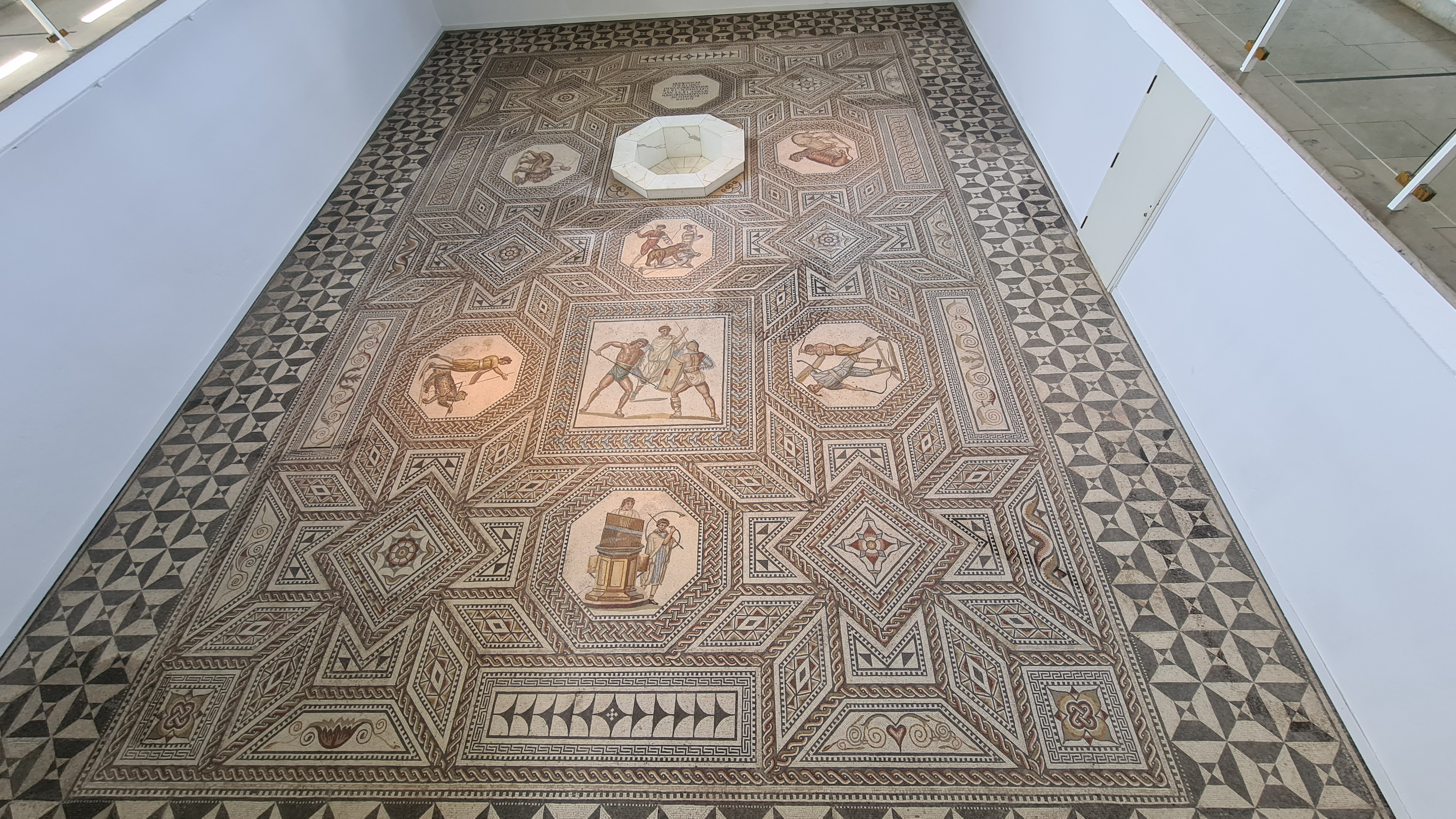
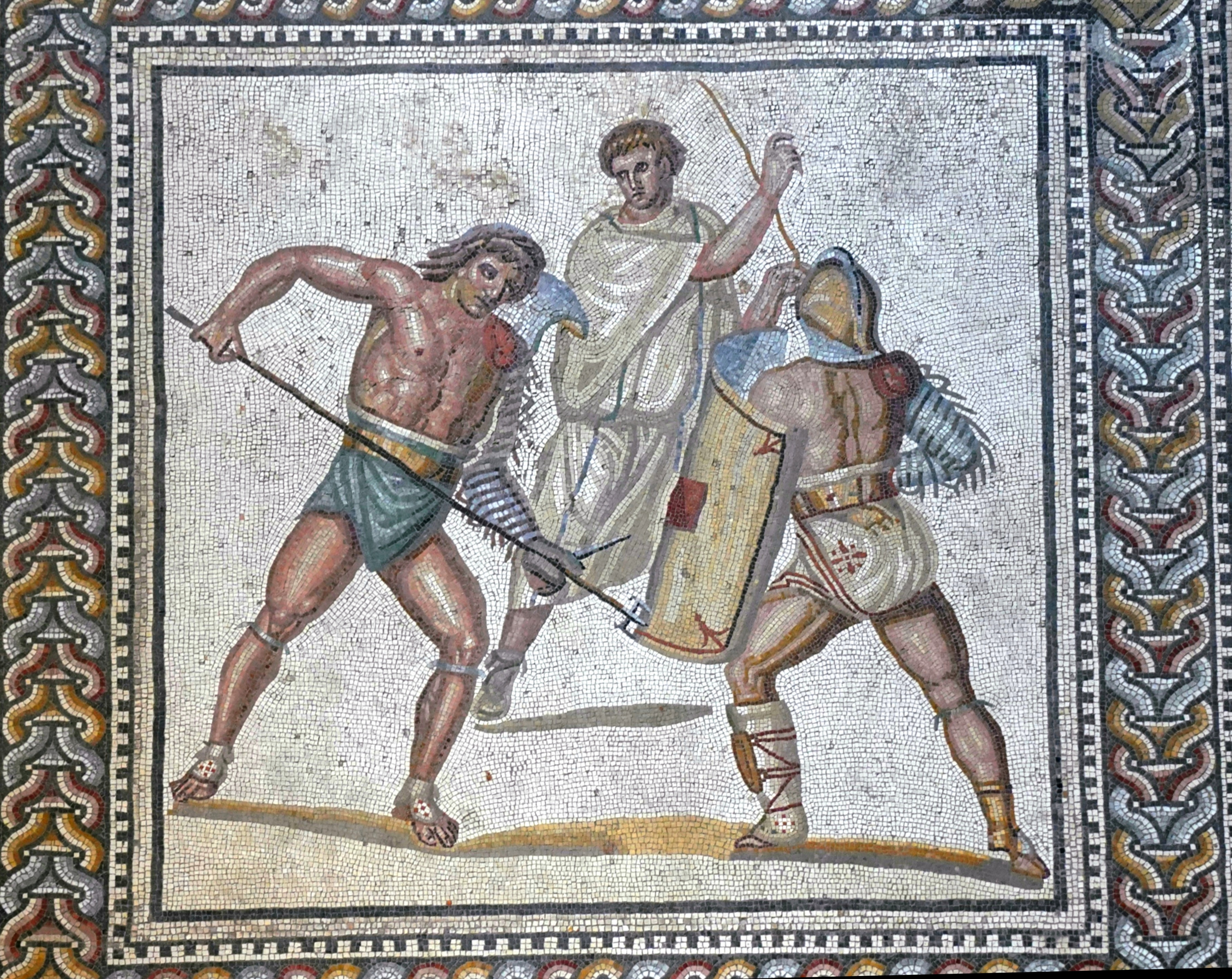
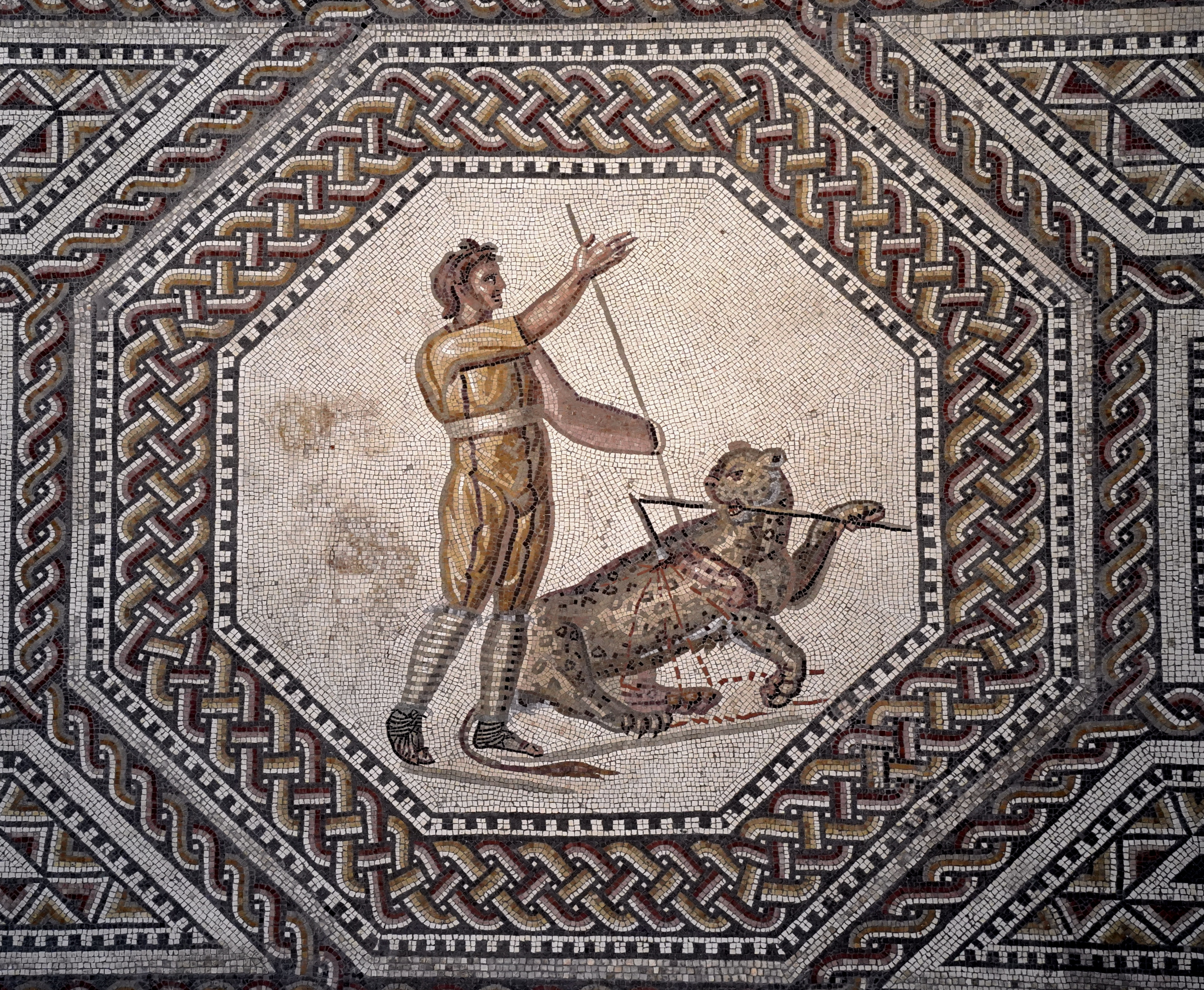
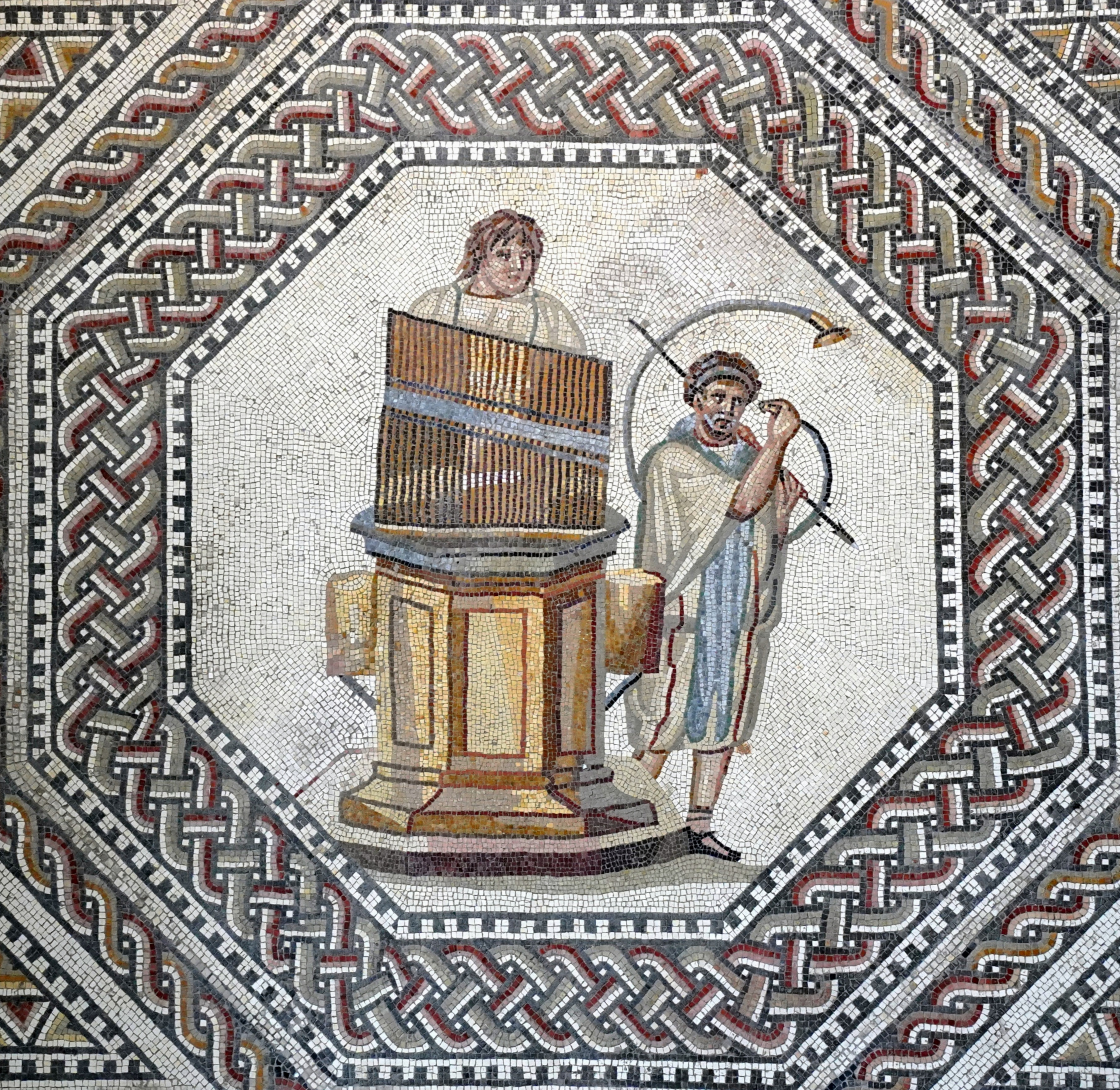
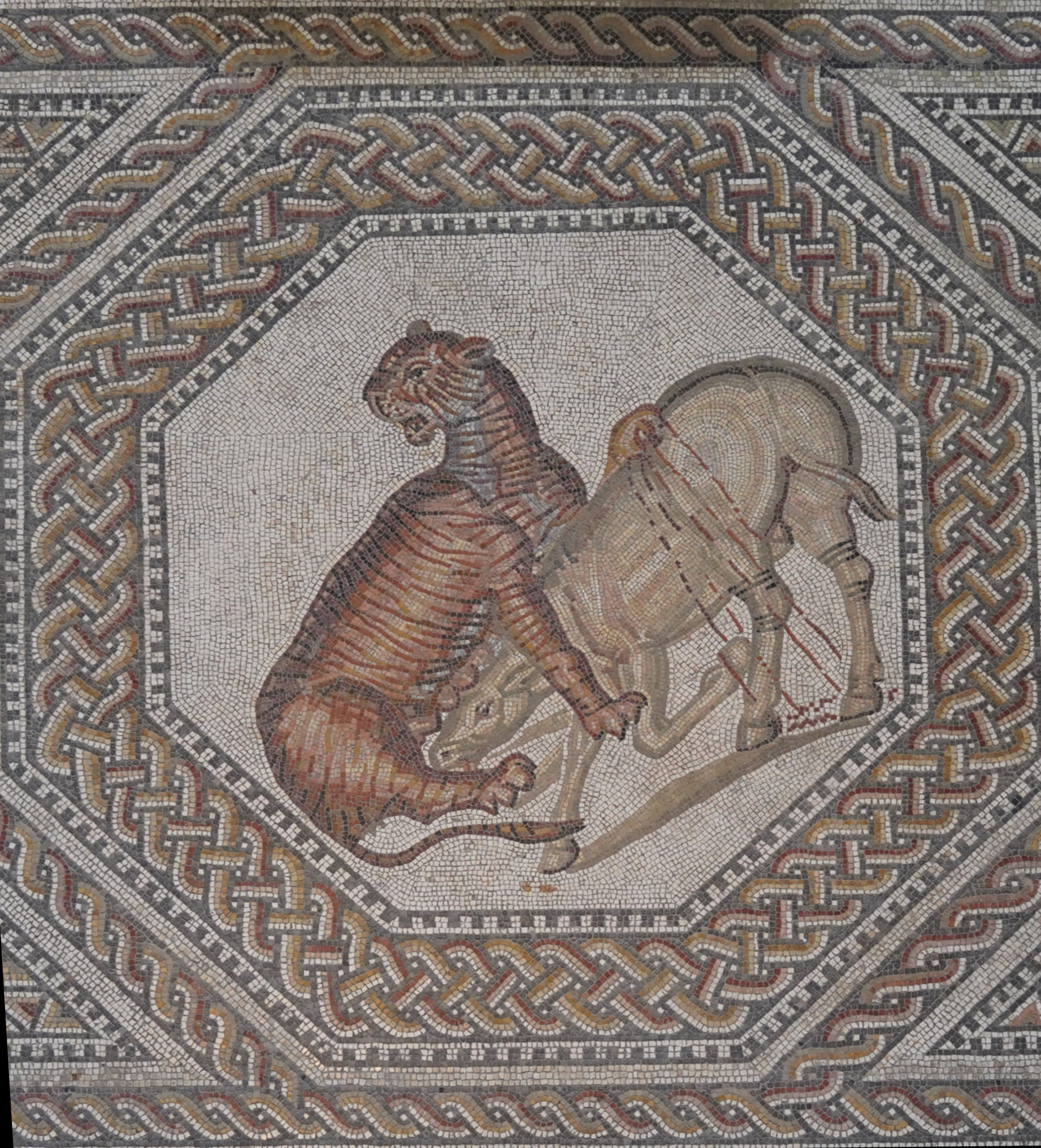

Bekannt ist die Villa von Nennig vor allem wegen des Mosaikbodens aus dem 3. Jahrhundert n. Chr. im Empfangssaal des Herrenhauses. Von ursprünglich acht Medaillons mit figürlichen Darstellungen aus dem Amphitheater sind sieben erhalten. Das 15,65 × 10,30 m große Mosaik ist an Ort und Stelle (in situ) erhalten. Ein Schutzbau aus dem 19. Jahrhundert macht es Besuchern zugänglich. Rechts und links des Schutzbaus sind die Grundmauern von Teilen des Herrenhauses zu besichtigen, u. a. die Säulenstümpfe eines Peristyls nördlich des Mosaiksaals.